# Pteronia ambrariifolia
Pteronia ambrariifolia là một loài thực vật có hoa trong họ Cúc. Loài này được Schltr. miêu tả khoa học đầu tiên.